# Pararaneus
Pararaneus Caporiacco, 1940 è un genere di ragni appartenente alla famiglia Araneidae.

## Etimologia
Il nome deriva dal greco παρά, parà, cioè dappresso, accanto, che è simile, che somiglia, per i molti caratteri in comune con il genere Araneus Clerck, 1757.

## Distribuzione
Le cinque specie oggi note di questo genere sono state rinvenute in varie località dell'Africa subsahariana, (la P. uncivulva è un endemismo del Madagascar); una sola specie, la P. spectator, è stata reperita anche in Medio oriente.

## Tassonomia
Un lavoro dell'aracnologo Archer del 1951, nel trasferire la specie tipo di questo genere al genere Eriophora Simon, 1864, in modo implicito la rese sinonima; questa scelta non venne però convalidata da uno studio dell'aracnologo Grasshoff del 1968, che ripristinò il rango di genere per Pararaneus.
A dicembre 2011, si compone di cinque specie:
- Pararaneus cyrtoscapus (Pocock, 1898)[3] — Africa meridionale, centrale e orientale, Socotra
- Pararaneus perforatus (Thorell, 1899) — Africa meridionale, centrale e orientale
- Pararaneus pseudostriatus (Strand, 1908) — Africa orientale e centrale
- Pararaneus spectator (Karsch, 1885) — Africa, Medio Oriente
- Pararaneus uncivulva (Strand, 1907) — Madagascar